# Андрета-Матинела (Авелино)
Андрета-Матинела је насеље у Италији у округу Авелино, региону Кампанија.
Према процени из 2011. у насељу је живело 1435 становника. Насеље се налази на надморској висини од 806 м.